# Кощеев, Сергей Николаевич
Серге́й Никола́евич Коще́ев (род. 26 января 1982, Ижевск, Удмуртская АССР, РСФСР, СССР) — российский  хоккеист, выступавший за клуб главной хоккейной лиги Казахстана.

## Биография
Родился в 1982 году в Ижевске. Воспитанник хоккейной школы местного клуба «Ижсталь», в составе которого и дебютировал в 1998 году и который представлял до 2003 года. В дальнейшем продолжил выступать в клубах высшей российской лиги: самарском ЦСК ВВС (2003/2004), кирово-чепецкой «Олимпии» (2004/2005), вновь «Ижстали» (2005/2006), волжской «Ариаде» и екатеринбургской «Динамо-Энергии»(2006/2007), серовском «Металлурге» (2007—2009).
В сезоне 2009/2010 в составе клуба «Бейбарыс» из Атырау стал серебряным призёром чемпионата Казахстана. Затем на три сезона вернулся в «Ижсталь» (Высшая хоккейная лига), закончил игровую карьеру в 2013 году в её фарм-клубе, глазовском «Прогрессе» (Российская хоккейная лига).

## Достижения
- Серебряный призёр чемпионата Казахстана 2009/2010